# Corrado Michelozzi
Corrado Michelozzi (Livorno, 1883 – 1965) è stato un pittore italiano.

## Biografia
Si iscrive in giovane età alla Scuola d'Arti e mestieri di Livorno, sotto la guida dell'acquarellista Lorenzo Cecchi. Entra poi a far parte della cerchia degli artisti che frequentano il Caffè Bardi a Livorno. Nel 1920 è tra i fondatori del Gruppo Labronico.
Era soprannominato "Borchia" per via del suo primario mestiere di decoratore. Eccelse soprattutto nelle nature morte e in particolare in quelle di argomento floreale. Per questo motivo fu ribattezzato il "pittore dei fiori".
Michelozzi ama il gusto sofisticato della rappresentazione oggettuale unita ad un lirismo che si concretizza nell'uso di una ricca tavolozza dei colori. Le sue tele ritraenti i fiori, suo soggetto preferito mostrano un anelito che va oltre i confini del puro spirito decorativo. Una delle sue opere più conosciute è Il giornale o amici nello studio della fine degli anni '20 dove viene rappresentata la concitata azione di una redazione con chiari accenti barocchi, infatti una mostra del 2013 iscrive l'opera di Michelozzi all'interno di un revival della pittura di ispirazione barocca, che non solo nell'opera di Michelozzi fu una tendenza di non poco conto nella pittura dell'inizio del '900.

## Mostre, retrospettive, opere pubbliche e collocazioni museali
Tra le mostre a cui ha partecipato si segnalano la I mostra della secessione romana nel 1913,la primaverile fiorentina del 1922 con 4 opere (L'Uomo seduto, Sul palcoscenico, Mia madre, Marta), la V Quadriennale di Roma nel 1948, varie presenze a mostre regionali e provinciali del sindacato fascista tra cui la IV Mostra Provinciale Livornese del 1932, molte personali censite anche nell'archivio dei beni culturali di Livorno e nel sito del Gruppo Labronico oltre a tutte le mostre avvenute prima della seconda guerra mondiale del Gruppo Labronico. 
Nel 1967 la città di Livorno gli dedica una retrospettiva a due anni dalla morte presso la casa delle culture di Livorno con presentazione tra gli altri di Renato Natali, nel 2013 un'ulteriore retrospettiva dal titolo Corrado Michelozzi 1883-1965, entusiasta del Barocco a cura di Francesca Cagianelli gli viene dedicata nella pinacoteca di Collesalvetti con il contributo della fondazione Livorno.
Tra le sue opere realizzate in collezioni pubbliche vale la pena ricordare che due sue grandi tele San Giorgio e Santa Barbara si trovano presso la Chiesa di San Giorgio, Una sua grande opera, il Giornale, della fine degli anni 20 decora la sede del quotidiano il Tirreno, è nota la sua partecipazione alla decorazione del caffè Bardi con l’opera Servito per caffè
, una sua opera (vaso di fiori su fondo celeste) è acquisita per donazione dal museo Fattori nel 2018 dove sono già presenti altre sue opere, tre sue opere sono presenti nella collezione della Fondazione Livorno.